# Ryan Bach
Pour les articles homonymes, voir Bacher.
Ryan Bach (surnommé Bacher ; né le 21 octobre 1973 à Sherwood Park dans l'Alberta au Canada) est un joueur professionnel de hockey sur glace,. Il joue en tant que professionnel entre 1996 et 2004 au poste de gardien de but. Il devient en 2006 l'entraîneur des gardiens de sa dernière équipe professionnelle : les Eagles du Colorado de la Ligue centrale de hockey.

## Biographie

### Carrière de joueur
Choisi lors de la onzième ronde du repêchage d'entrée dans la Ligue nationale de hockey de 1992, par les Red Wings de Détroit, Bach commence sa carrière en jouant dans le championnat universitaire des États-Unis. Il joue alors pendant quatre saisons avec les Tigers de Colorado College.
Il fait ses débuts en tant que professionnel en 1996 et jusqu'en 2001, il joue dans différentes équipes d'Amérique du Nord dans les différentes ligues mineures. En 1998-1999, il joue trois matchs de la saison régulière avec les Kings de Los Angeles, quatrième gardien de l'équipe derrière Stéphane Fiset, Jamie Storr et Manny Legacé. Il ne connaît alors que des défaites, jouant un total d'environ une centaine de minutes.
En 2002-2003, il quitte l'Amérique du Nordpour rejoindre le Royaume-Uni et son championnat élite, l'Ice Hockey Superleague. Il est un des deux gardiens des Sheffield Steelers, aux côtés de Eoin McInerney. Les deux gardiens se partagent le rôle de titulaire. L'équipe finit à la troisième place du championnat puis à la finale des séries éliminatoires contre le Manchester Storm. À l'issue du temps réglementaire, les deux équipes sont à trois buts partout et une séance de cinq tirs de fusillade est déclenchée. Bach stoppe les cinq tentatives des joueurs du Storm et offre un troisième titre de champion des séries à son équipe. À la fin de la saison, il change d'équipe et rejoint les Belfast Giants qu'il mène également au titre de champions des séries 2003. Il est désigné gardien de la seconde équipe type de la saison. 
En 2003-2004 et après deux titres de champions du Royaume-Uni, il retourne en Amérique du Nord et signe avec les Eagles du Colorado pour leur création. Il passe une seule saison avec l'équipe avant de raccrocher ses patins.

### Carrière d'entraîneur
En 2006, il revient dans la franchise des Eagles en prenant le poste d'entraîneur des gardiens, poste qu'il occupe toujours.

## Statistiques
| Saison     | Équipe                    | Ligue      |    | Saison régulière | Saison régulière | Saison régulière | Saison régulière | Saison régulière | Saison régulière | Saison régulière | Saison régulière | Saison régulière | Saison régulière |   | Séries éliminatoires | Séries éliminatoires | Séries éliminatoires | Séries éliminatoires | Séries éliminatoires | Séries éliminatoires | Séries éliminatoires | Séries éliminatoires | Séries éliminatoires |
| Saison     | Équipe                    | Ligue      | PJ | V                | D                | Pr/N             | Min              | BC               | Moy              | % Arr            | Bl               | Pun              | PJ               | V | D                    | Min                  | BC                   | Moy                  | % Arr                | Bl                   | Pun                  |                      |                      |
| 1991-1992  | Hounds de Notre Dame      | SJHL       | 33 | 16               | 11               | 6                | 1 062            | 124              | 4                |                  | 0                |                  | -                | - | -                    | -                    | -                    | -                    | -                    | -                    | -                    |                      |                      |
| 1992-1993  | Colorado College          | WCHA       | 4  | 1                | 3                | 0                | 239              | 11               | 2,76             |                  | 0                | 2                | -                | - | -                    | -                    | -                    | -                    | -                    | -                    | -                    |                      |                      |
| 1993-1994  | Colorado College          | WCHA       | 30 | 17               | 7                | 5                | 1 733            | 105              | 3,64             |                  | 0                | 0                | -                | - | -                    | -                    | -                    | -                    | -                    | -                    | -                    |                      |                      |
| 1994-1995  | Colorado College          | WCHA       | 27 | 18               | 5                | 1                | 1 522            | 83               | 3,27             |                  | 0                | 0                | -                | - | -                    | -                    | -                    | -                    | -                    | -                    | -                    |                      |                      |
| 1995-1996  | Colorado College          | WCHA       | 23 | 17               | 4                | 2                | 1 390            | 62               | 2,68             | 89,6             | 2                | 0                | -                | - | -                    | -                    | -                    | -                    | -                    | -                    | -                    |                      |                      |
| 1996-1997  | Blizzard d'Utica          | COLHL      | 2  | 0                | 1                | 1                | 119              | 8                | 4,03             | 90,1             | 0                | 2                | -                | - | -                    | -                    | -                    | -                    | -                    | -                    | -                    |                      |                      |
| 1996-1997  | Storm de Toledo           | ECHL       | 20 | 5                | 11               | 3                | 1 168            | 74               | 3,8              | 88,2             | 0                | 6                | -                | - | -                    | -                    | -                    | -                    | -                    | -                    | -                    |                      |                      |
| 1996-1997  | Red Wings de l'Adirondack | LAH        | 13 | 2                | 3                | 1                | 451              | 29               | 3,86             | 88,8             | 0                | 0                | 1                | 0 | 0                    | 46                   | 3                    | 3,92                 |                      | 0                    | 0                    |                      |                      |
| 1997-1998  | Aeros de Houston          | LIH        | 43 | 26               | 9                | 6                | 2 452            | 95               | 2,32             | 91,4             | 5                | 25               | -                | - | -                    | -                    | -                    | -                    | -                    | -                    | -                    |                      |                      |
| 1998-1999  | Kings de Los Angeles      | LNH        | 3  | 0                | 3                | 0                | 108              | 8                | 4,45             | 87,9             | 0                | 0                | -                | - | -                    | -                    | -                    | -                    | -                    | -                    | -                    |                      |                      |
| 1998-1999  | Grizzlies de l'Utah       | LIH        | 4  | 2                | 1                | 0                | 197              | 9                | 2,74             | 91,3             | 0                | 0                | -                | - | -                    | -                    | -                    | -                    | -                    | -                    | -                    |                      |                      |
| 1998-1999  | Ice Dogs de Long Beach    | LIH        | 27 | 10               | 9                | 5                | 1 491            | 74               | 2,98             | 89,3             | 1                | 8                | 3                | 0 | 2                    | 152                  | 7                    | 2,76                 | 92                   | 0                    | 0                    |                      |                      |
| 1999-2000  | Panthers de Louisville    | LAH        | 11 | 4                | 4                | 1                | 603              | 33               | 3,28             | 89,6             | 0                | 0                | -                | - | -                    | -                    | -                    | -                    | -                    | -                    | -                    |                      |                      |
| 1999-2000  | Penguins de WBS           | LAH        | 28 | 8                | 18               | 2                | 1 590            | 100              | 3,77             | 89,1             | 0                | 20               | -                | - | -                    | -                    | -                    | -                    | -                    | -                    | -                    |                      |                      |
| 1999-2000  | Blades de Kansas City     | LIH        | 6  | 3                | 3                | 0                | 358              | 19               | 3,18             | 88,1             | 0                | 0                | -                | - | -                    | -                    | -                    | -                    | -                    | -                    | -                    |                      |                      |
| 2000-2001  | Panthers de Louisville    | LAH        | 30 | 6                | 13               | 1                | 1 297            | 66               | 3,05             | 91,1             | 1                | 0                | -                | - | -                    | -                    | -                    | -                    | -                    | -                    | -                    |                      |                      |
| 2001-2002  | Sheffield Steelers        | ISL        | 27 |                  |                  |                  | 1 554            | 80               | 3,09             |                  | 0                | 24               | 8                | 6 | 1                    | 485                  | 12                   | 1,48                 |                      | 2                    | 0                    |                      |                      |
| 2002-2003  | Belfast Giants            | ISL        | 24 |                  |                  |                  | 1 436            | 57               | 2,38             |                  | 0                | 14               | -                | - | -                    | -                    | -                    | -                    | -                    | -                    | -                    |                      |                      |
| 2003-2004  | Eagles du Colorado        | LCH        | 53 | 33               | 15               | 5                | 3 201            | 124              | 2,32             | 91,4             | 6                | 6                | 4                | 1 | 3                    | 238                  | 10                   | 2,53                 | 90,6                 | 0                    | 2                    |                      |                      |
| Totaux LNH | Totaux LNH                | Totaux LNH | 3  | 0                | 3                | 0                | 108              | 8                | 4,45             |                  | 0                | 0                | -                | - | -                    | -                    | -                    | -                    | -                    | -                    | -                    |                      |                      |